# Mariano Rivera
Mariano Rivera (Panama, 29 novembre 1969) è un ex giocatore di baseball panamense naturalizzato statunitense, che giocava nel ruolo di closer per i New York Yankees. È stato introdotto nella Baseball Hall of Fame nel 2019, diventando il primo giocatore della storia scelto con votazione unanime.
Mariano Rivera, soprannominato "Mo", ha giocato per tutta la carriera con i New York Yankees, squadra della Major League Baseball (MLB) in cui ha esordito nel 1995.
In carriera ha ottenuto 12 convocazioni per l'All-Star Game, ha vinto 5 World Series ed è il primatista di tutti i tempi della MLB in salvezze. Il 19 settembre 2011 ha ottenuto la 602ª salvezza, superando il precedente primato di 601 stabilito da Trevor Hoffman. Ancora in attività nella stagione 2013, Rivera concluse la carriera con 652 salvezze. Oltre al record assoluto di salvezze, detiene anche i primati di tutti i tempi nei playoff per miglior media PGL (0,70) e maggior numero di salvezze (42).
Fra i suoi riconoscimenti principali ci sono 5 Rolaids Award come miglior rilievo dell'American League, il premio di MVP delle World Series nel 1999 e il premio di MVP delle American League Championship Series del 2003.
Nel 2004 i New York Yankees giocarono il posto alle World Series contro i Boston Red Sox, storici rivali. Rivera fu schierato come closer in Gara 4, dopo una serie di strikeout, concesse la prima base a Kevin Millar al nono inning, la prima dopo numerose stagioni. Il lancio successivo vide poi Dave Roberts, subentrato a Millar, rubare la seconda base. Mueller in battuta spedì la palla oltre la metà campo che concesse a Roberts di arrivare in casa base e segnare il punto del pareggio per i Red Sox.
È stato inoltre l'ultimo giocatore in attività ad indossare il numero 42, appartenuto a Jackie Robinson, e ritirato da tutte le squadre della MLB nel 1997.
Rivera ha ottenuto la cittadinanza americana nell'ottobre 2015.

## Carriera

### Inizi e Minor League
Mariano Rivera frequentò la scuola superiore "La Chorrea" nella città di Panama, capitale dell'omonimo stato. Firmò con i New York Yankees il 17 febbraio 1990 e venne assegnato nello stesso anno alla classe Rookie. Nel 1991 giocò nella classe A. Nel 1992 giocò nella classe A-avanzata, saltando la prima parte della stagione per un infortunio al gomito. Nel 1993 militò soprattutto nella classe A, ma partecipò anche in qualche partita della classe Rookie. Iniziò la stagione 1994 nella classe A-avanzata. In giugno venne promosso nella Doppia-A e a luglio nella Tripla-A, con cui iniziò anche la stagione 1995.

### Major League
Esordì nella MLB il 23 maggio 1995, all'Anaheim Stadium di Anaheim contro i California Angels. Schierato come lanciatore partente in 3 inning e 1⁄3, Rivera realizzò 5 strikeout ma concesse 5 punti, 8 valide (tra cui un fuoricampo) e 3 basi su ball, subendo la prima sconfitta Il 28 maggio contro gli Athletics, Rivera lanciò per 5.1 inning ottenendo la prima vittoria.
Nella stagione successiva diventò un lanciatore di rilievo, per poi specializzarsi nel ruolo di closer a partire dalla stagione 1997.
Dal 1998 al 2000 ha vinto tre World Series consecutive. Contemporaneamente si affermò come uno dei migliori closer dell'American League ottenendo il maggior numero di salvezze nel 1999 (45), 2001 (50) e 2004 (53). Ha ottenuto almeno 25 salvezze a stagione per 15 stagioni consecutive, e una media PGL (ERA) al di sotto di 2.00 per 11 stagioni.
Il 28 giugno 2009 contro i Mets, Rivera apparve nel box di battuta con basi cariche e due eliminati, arrivando in prima base (per la prima volta in carriera) per base su ball e ottenendo di conseguenza il suo primo punto battuto a casa. Durante la carriera non realizzò nessuna valida.
Il 9 marzo 2013 ha annunciato il ritiro al termine della stagione 2013.

## Repertorio
Il tiro di Mariano Rivera più noto e temuto dagli avversari era la cutter che maneggiava con estrema precisione.
Rivera godeva anche di una buona palla veloce, migliorata da una torsione corporea che prevedeva il braccio destro quasi perpendicolare alla schiena in fase di lancio.
Usufruiva anche di slider e, raramente, di change up.

## Palmares

### Club
- World Series: 5

New York Yankees: 1996, 1998, 1999, 2000, 2009

### Individuale
- MVP delle World Series: 1

1999
- MVP dell'American League Championship Series: 1

2003
- MVP dell'All-Star Game: 1

2013
- MLB All-Star: 13

1997, 1999, 2000, 2001, 2002, 2004, 2005, 2006, 2008, 2009, 2010, 2011, 2013
- Relief Man Award: 5

1999, 2001, 2004, 2005, 2009
- Delivery Man of the Year Award: 3

2005, 2006, 2009
- Babe Ruth Award: 1

1999
- Comeback Player of the Year: 1

2013
- 4 This Year in Baseball's Closer of the Year Award: 4

2004, 2005, 2006, 2009
- Capoclassifica della MLB in salvezze: 3

1999, 2001, 2004
- Giocatore del mese: 1

AL: agosto 1999
- Giocatore della settimana: 3

AL: 1º giugno 2008, 28 giugno 2009, 25 settembre 2011
- Record assoluto di salvezze della MLB (652)
- Record di salvezze nei playoff della MLB (42)
- Numero 42 ritirato dai New York Yankees - 22 settembre 2013

## Salvezze
- 1996: 5 (20° dell'AL)
- 1997: 43 (2° dell'AL)
- 1998: 36 (6° dell'AL)
- 1999: 45 (1° della MLB)
- 2000: 36 (4° dell'AL)
- 2001: 50 (1° della MLB)
- 2002: 28 (7° dell'AL)
- 2003: 40 (3° dell'AL)
- 2004: 53 (1° della MLB)
- 2005: 43 (3° dell'AL)
- 2006: 34 (9° dell'AL)
- 2007: 30 (8° dell'AL)
- 2008: 39 (4° dell'AL)
- 2009: 44 (3° dell'AL)
- 2010: 33 (6° dell'AL)
- 2011: 44 (2° dell'AL)
- 2012: 5 (21° dell'AL)
- 2013: 44 (3° dell'AL)